# Dark Passion Play
Vous lisez un « bon article » labellisé en 2022.
Albums de Nightwish
Once
(2004) Imaginaerum
(2011)
Dark Passion Play est le sixième album du groupe de metal symphonique finlandais Nightwish, sorti le 26 septembre 2007 en Europe, le 1er octobre en France et le 2 octobre aux États-Unis par Nuclear Blast. C'est le premier album avec la chanteuse Anette Olzon, qui remplace Tarja Turunen à la suite de son renvoi en octobre 2005. C'est aussi le premier album studio du groupe en trois ans, alors la plus longue interruption de Nightwish jusqu'alors. Plus de 170 musiciens ont participé à la partie symphonique de l'album, contre une cinquantaine pour Once, sorti en 2004. Il est réalisé avec la collaboration de l'Orchestre philharmonique de Londres et du Metro Voices et est enregistré en partie aux Studios Abbey Road. Le leader, auteur-compositeur et claviériste Tuomas Holopainen déclare que cet album lui a « sauvé la vie ».
L'album compte cinq singles : Eva, sorti le 25 mai 2007, Amaranth, sorti le 22 août, Erämaan Viimeinen, sorti le 5 décembre, Bye Bye Beautiful, sorti le 15 février 2008, et The Islander, sorti le 21 mai. Les clips sortent presque en même temps que les singles. Ceux réalisés pour Amaranth et Bye Bye Beautiful sont tournés à Los Angeles au printemps 2007 et ont coûté plus de 270 000 euros. Le troisième clip, pour The Islander, est réalisé à Rovaniemi, en Finlande, et est sorti en avril 2008.
À sa sortie, l'album entre dans les charts européens et arrive à la première place de six pays. Le 16 décembre 2007, Dark Passion Play atteint la barre des 120 000 exemplaires vendus rien qu'en Finlande, recevant quatre disques de platine. Au total, il se serait vendu à plus d'un million et 500 000 exemplaires dans le monde.

## Contexte

### Fin d’une ère

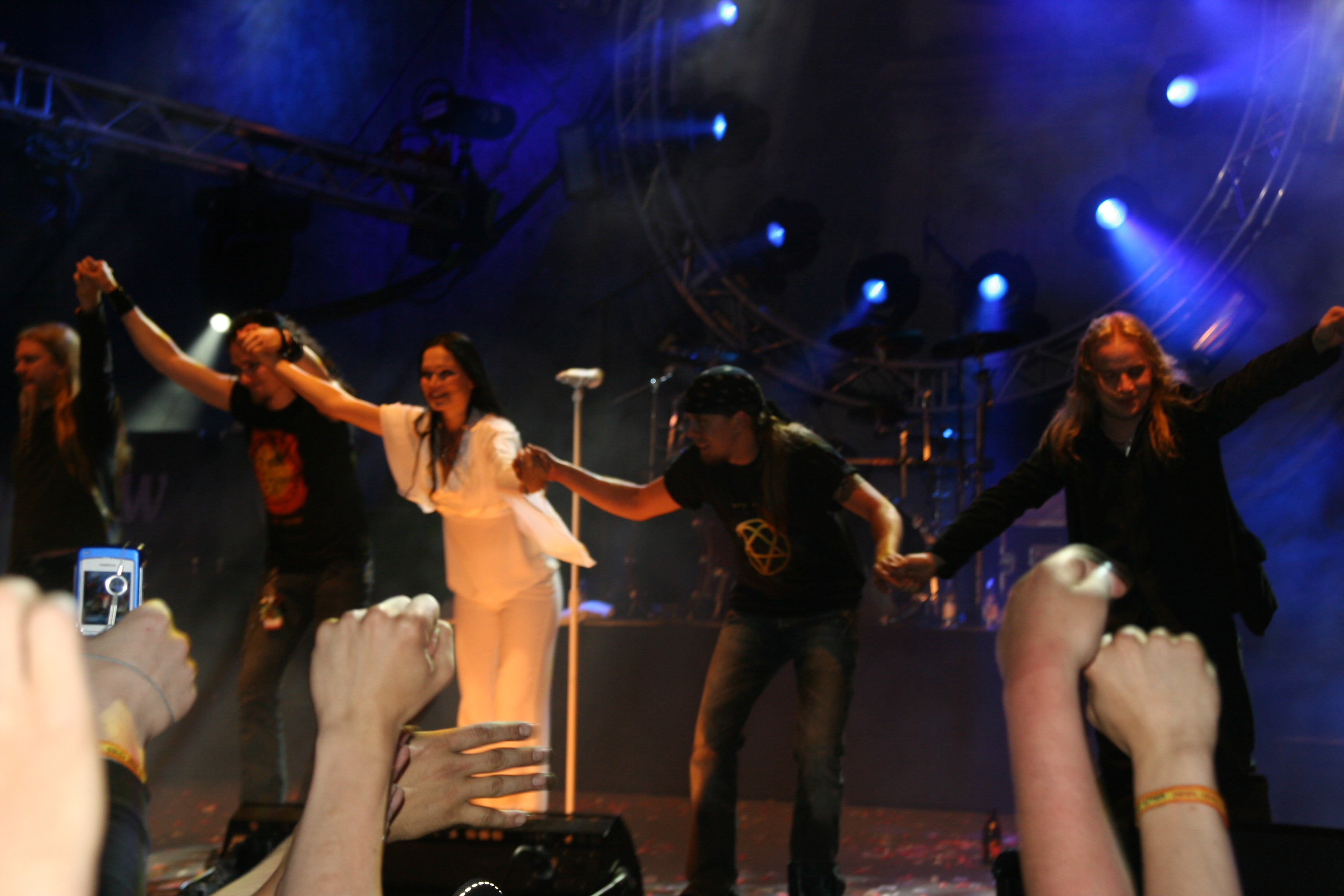
Nightwish avec Tarja Turunen lors d'un concert du Once Upon a Tour.

En mai 2004, Nightwish publie Once, un album qui leur permet d’accroitre une renommée internationale. Celui-ci devient l’album le plus vendu en Europe en juillet 2004 et obtient de nombreux disque d’or et de platine,. En raison de ce succès le groupe entame le Once Upon a Tour, une tournée qui les fait jouer dans de nombreux nouveaux pays. Lors de la tournée, la relation entre Tuomas Holopainen, le leader, claviériste et fondateur du groupe, et le mari et manager de Tarja Turunen, Marcelo Cabuli, finit par se détériorer. Cette mésentente affecte aussi sa relation avec la chanteuse et, à la suite de nombreux problèmes causés par Cabuli, notamment des annulations d’une grande partie des concerts et les conflits que celui-ci génère entre sa femme et les autres membres du groupe,,. Lors d'une réunion du groupe après le concert à Oberhausen en décembre 2004, Turunen informe ses coéquipiers qu'elle envisage de quitter le groupe après avoir enregistré un autre album avec eux tout en participant à la tournée suivante, prévue pour 2006-2007. Or, le fossé se creusant de plus entre les deux parties du groupe, Holopainen finit par songer, pour la première fois en février 2005, à renvoyer Turunen de son poste de chanteuse. De plus, celui-ci écrit de nombreuses nouvelles chansons durant la tournée tout en sachant que celle-ci ne chanterait pas dessus. Après le dernier concert du Once Upon a Tour, le 21 octobre 2005, qui sort en CD/DVD sous le nom de End of an Era, Holopainen et les autres membres du groupe informent Turunen, par le biais d'une lettre ouverte, que le groupe ne souhaite plus travailler avec elle,,. Son renvoi est qualifié par Holopainen comme la « la chose la plus difficile qu’il ait jamais eu à faire »,.

### Nouvelle chanteuse

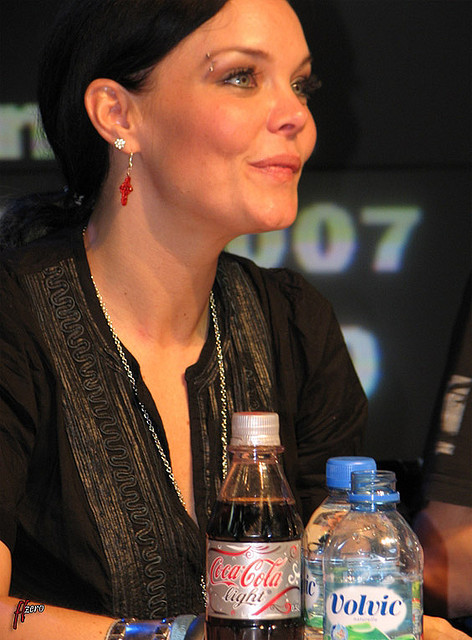
Le 24 mai 2007, Anette Olzon est annoncé comme étant la nouvelle chanteuse du groupe.

Afin de trouver une remplaçante, Nightwish publie une annonce sur son site officiel le 17 mars 2006 ou le claviériste demande à toutes les personnes intéressées par le poste d'« envoyer une cassette ou un CD avec au moins trois chansons pour montrer sa voix, parmi lesquelles il choisirait la nouvelle chanteuse du groupe ». Cependant, à la surprise de certains fans, le groupe ne demande pas une chanteuse de formation classique pour succéder à Turunen. À la fin des auditions, le 15 janvier 2007, le groupe reçoit plus de 2 000 démos.
Pendant ce temps, des rumeurs commencent à émerger sur l’identité de la personne qui remplacerait éventuellement Turunen. Le 6 décembre, Lady Angellyca du groupe espagnol Forever Slave publie une déclaration dans laquelle elle dit être l'une des fortes candidates à attendre le poste. Le magazine finlandais Katso ! rapporte que Simone Simons du groupe Epica est choisie par Nightwish pour être leur nouvelle chanteuse, ce qu'Epica dément. Le 20 mars 2007, le magazine finlandais Ilta-Sanomat déclare que la nouvelle chanteuse sera Vibeke Stene, qui a quitté Tristania un mois plus tôt « pour des raisons personnelles », ce qui semble être pour eux une preuve évidente. Ni Nightwish, ni Tristania, ni Stene n'ont confirmé cette rumeur,,. En réponse à toutes ces rumeurs, le groupe déclare sur son site web que les fans ne devraient croire aucune autre source que le groupe lui-même pour des informations concernant la nouvelle chanteuse.
Finalement Nightwish annonce que le nom de l'élue serait publié fin mai ou début juin 2007 avec la sortie d’un single appelé Eva. À la suite d'une fuite du morceau sur Internet quelques jours avant sa sortie, le groupe présente sur son site officiel, le 24 mai 2007, Anette Olzon comme nouvelle chanteuse. La nouvelle recrue est connue pour avoir été la chanteuse principale du groupe suédois Alyson Avenue.

Dans une interview, Holopainen déclare être tombé sous le charme d'Olzon en l'entendant chanter Ever Dream, extrait de l'album Century Child:

« Bien sûr, il y aura beaucoup de comparaison entre Anette et Tarja, mais je suis sûr qu'elle sera très bien. »

— Tuomas Holopainen à propos d'Anette Olzon
Olzon déclare que peu de temps après avoir postulé elle a reçu un courriel du claviériste disant que, bien qu'il l'apprécie, il lui serait surement difficile d'accepter le poste. La nouvelle chanteuse explique que celui-ci lui avait dit ça car elle était alors mère d’un fils de 5 ans, et que Holopainen craignait que ses responsabilités en tant que mère entravent le calendrier des tournées. Il déclare lui-même que tous ses doutes se sont dissipés dès les premiers jours d'enregistrement.

## Caractéristiques

### Titre original
Selon Tuomas Holopainen, claviériste du groupe et principal compositeur, l'album devait initialement s'appeler The Poet And The Pendulum, qui est le nom de la première chanson de l'album. Toutefois, il le change pour Dark Passion Play car le premier choisi était trop long pour un titre d'album et estime également que ce serait trop « se mettre en avant » puisqu'il est le poète du groupe. Le titre final de l'album est tiré des paroles de cette même chanson:

« The morning dawned, upon his altar,

Remains of the dark passion play,

Performed by his friends without shame,

Spitting on his grave as they came. »

Le 1er avril 2007, est annoncé sur le site web du groupe que l'album s'appellerait Faster Harder Nightwish, probablement d'après le single Faster Harder Scooter du groupe allemand Scooter, mais peu de temps après le groupe révèle qu'il ne s'agissait que d'une blague du 1er avril,. Le titre définitif est publié plus tard, toujours en avril, accompagné de la pochette d'album.

### Enregistrement

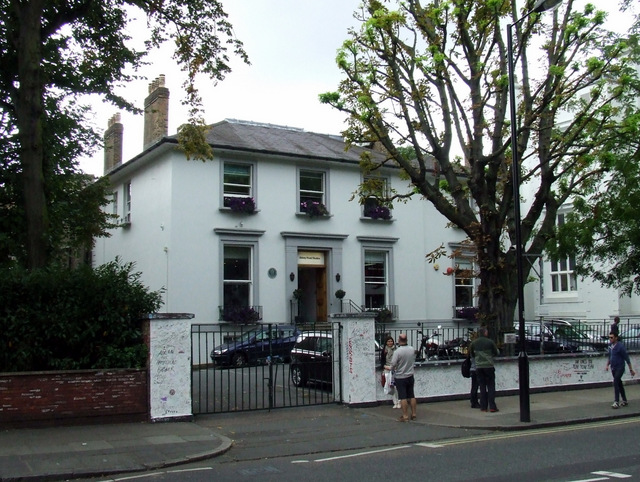
Les Studios Abbey Road ont été utilisés par le groupe pour les enregistrements de l'orchestration.

Nightwish commence à enregistrer les premiers arrangements instrumentaux pour Dark Passion Play début 2006. Afin de donner à chacun une idée de ce à quoi tout ressemblerait finalement, le groupe enregistre des démos où les parties vocales féminines sont chantées par Marco Hietala. Certaines de ces versions sont publiées sur la collection numérique The Sound of Nightwish Reborn (2008),. Tuomas Holopainen est invité à diriger l'orchestre lors de leurs sessions d'enregistrements.
Pour diriger l'orchestre, Holopainen fait de nouveau appel à Philip « Pip » Williams, avec qui ils avaient travaillé pour Once. Comme pour celui-ci, le groupe fait appel à l'Orchestre philharmonique de Londres et à la collaboration du Metro Voices Choir ; environ 80 % des musiciens sont les mêmes que pour Once,.
Le 15 septembre 2006, le groupe commence à enregistrer aux Studios Petrax à Hollola en Finlande, en commençant par les parties de batterie. Les parties de claviers, de basse et de guitare sont réalisés dans le home studio d'Emppu Vuorinen à Kerava en Finlande. Les parties orchestrales sont enregistrées aux studios Abbey Road à Londres où des groupes à la renommés mondiale comme les Beatles et Pink Floyd sont passés avant eux. L'orchestre termine son travail en huit jours. Les voix de Marco Hietala et d'Anette Olzon ne sont qu'enregistrées en mars 2007 aux studios Petrax. Au total 130 musiciens invités, jouant de différents instruments, ont travaillé sur l'album.
L'album reçoit la touche finale à Helsinki, la capitale finlandaise, aux Finnvox Studios, et tous les travaux de mastering et de mixage ont duré 75 jours. Le coût de production dépasse les 500 000 euros, soit le double de celui pour Once, ce qui en fait l'album finlandais le plus cher de l'histoire de la musique finlandaise.

### Informations sur les pistes
Dark Passion Play est un album aux paroles très personnelles. The Poet And The Pendulum est décrit par Tuomas Holopainen comme étant « la bande-son de ma vie » et celle de sa vie auteur-compositeur et d'artiste. Le titre et l'ambiance de la chanson sont inspirés par Le Puits et le Pendule d'Edgar Allan Poe. Certaines parties narratives devaient initialement être interprétées par deux chanteurs de douze ans ; mais le chef de chœur du Metro Voices, préoccupé par le fait que certaines paroles semblaient trop extrêmes pour être dites par des enfants, demande à Holopainen de les adoucir ou de les donner à quelqu’un d'autres. Celui-ci comprenant ce dont on lui faisait part accepte et lègue les parties en question à Marco Hietala pour qu'il puisse les chanter,. Lorsque le claviériste commence à travailler sur la chanson, il a en tête l'intrigue de la chanson et élabore un concept divisé en cinq parties. La musique est ensuite élaborée. Le résultat, d'une durée initiale de plus de 20 minutes, est finalement raccourci. Meadows of Heaven fait référence à l'enfance d'Holopainen, et à sa tristesse de savoir que cette partie de sa vie ne reviendra jamais. Ces deux chansons sont les plus longues de l'album, le groupe décide de placer la première au début et la seconde à la fin.
Bye Bye Beautiful est une chanson d'adieu à Tarja Turunen, leur ancienne chanteuse. Bien que l'orientation musicale semble à premières vues agressives, notamment avec le chant de Hietala, Holopainen déclare qu'il ne s'agit pas d'une chanson exprimant de la haine, mais plutôt d'une réflexion sur les raisons de leur séparation. Comme Anette Olzon était une personne extérieure lors de leur séparation avec Turunen, certaines paroles sont chantées par Hietala. Le claviériste déclare espérer renouer un jour des liens amicaux avec l'ancienne chanteuse. Selon lui, la chanson s'apparente à Wish I Had an Angel de Once, l'album précédent. Master Passion Greed est entièrement dédié à Marcelo Cabuli, le mari et manager de Turunen. Dans ce morceau Holopainen dit avoir écrit toute la colère que lui et le groupe ont connue à la suite de la séparation avec Turunen. Elle est selon lui la chanson la plus lourde de toute la discographie du groupe,. À l'origine, Olzon devait chanter sur le morceau mais après une discussion entre les membres sur les paroles, Hietala suggère qu'il serait injuste qu'Olzon chante dessus en tant que personne non impliquée. C'est pourquoi Hietala est le seul à chanter sur le titre. Holopainen d'éclare qu'elle ne sera jamais jouée sur scène car aucun des membres de la formation ne se sentirait à l'aise au moment de la jouer.

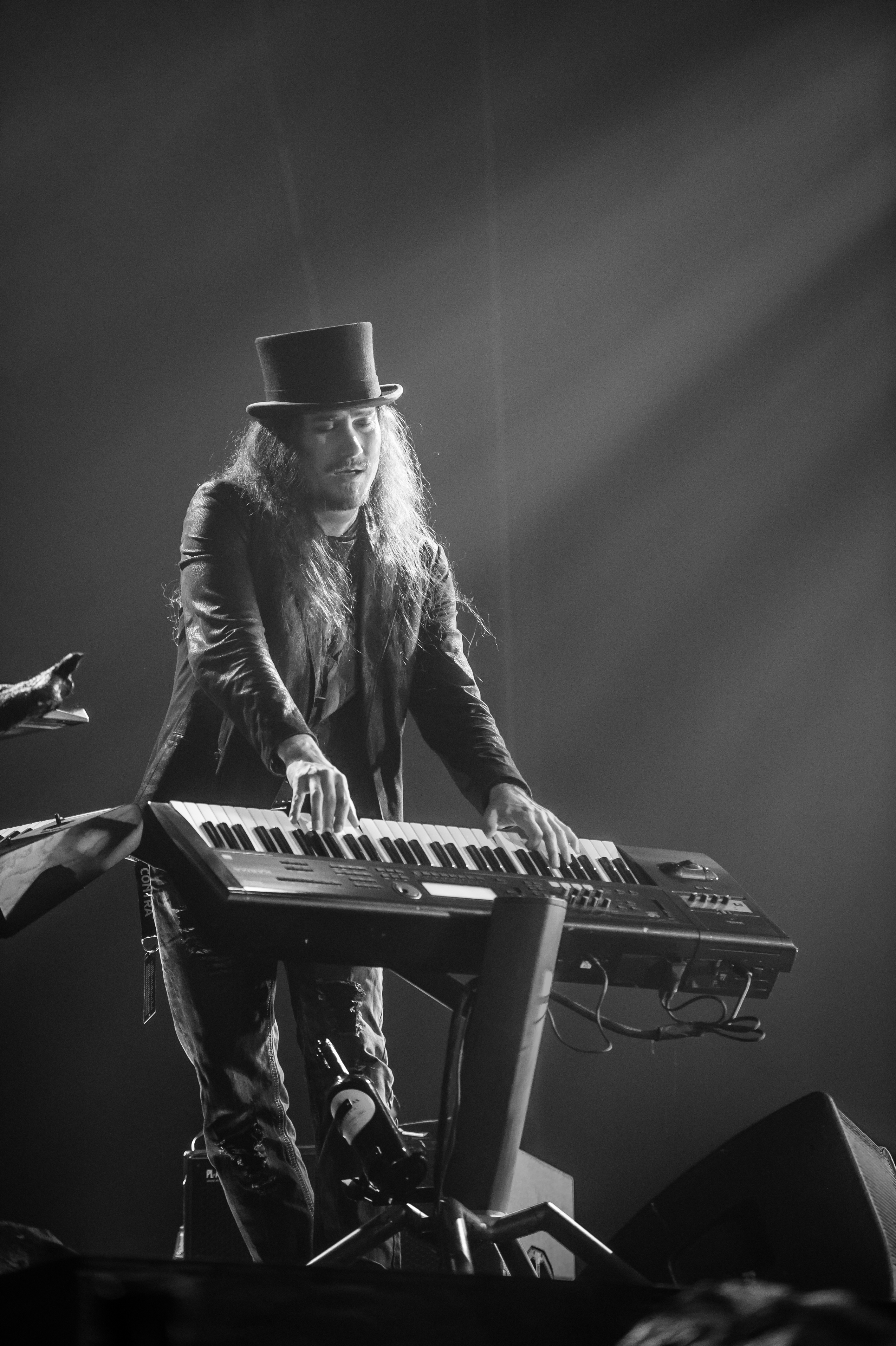
Tuomas Holopainen a écrit pour Dark Passion Play certains des textes les plus personnels de sa carrière.

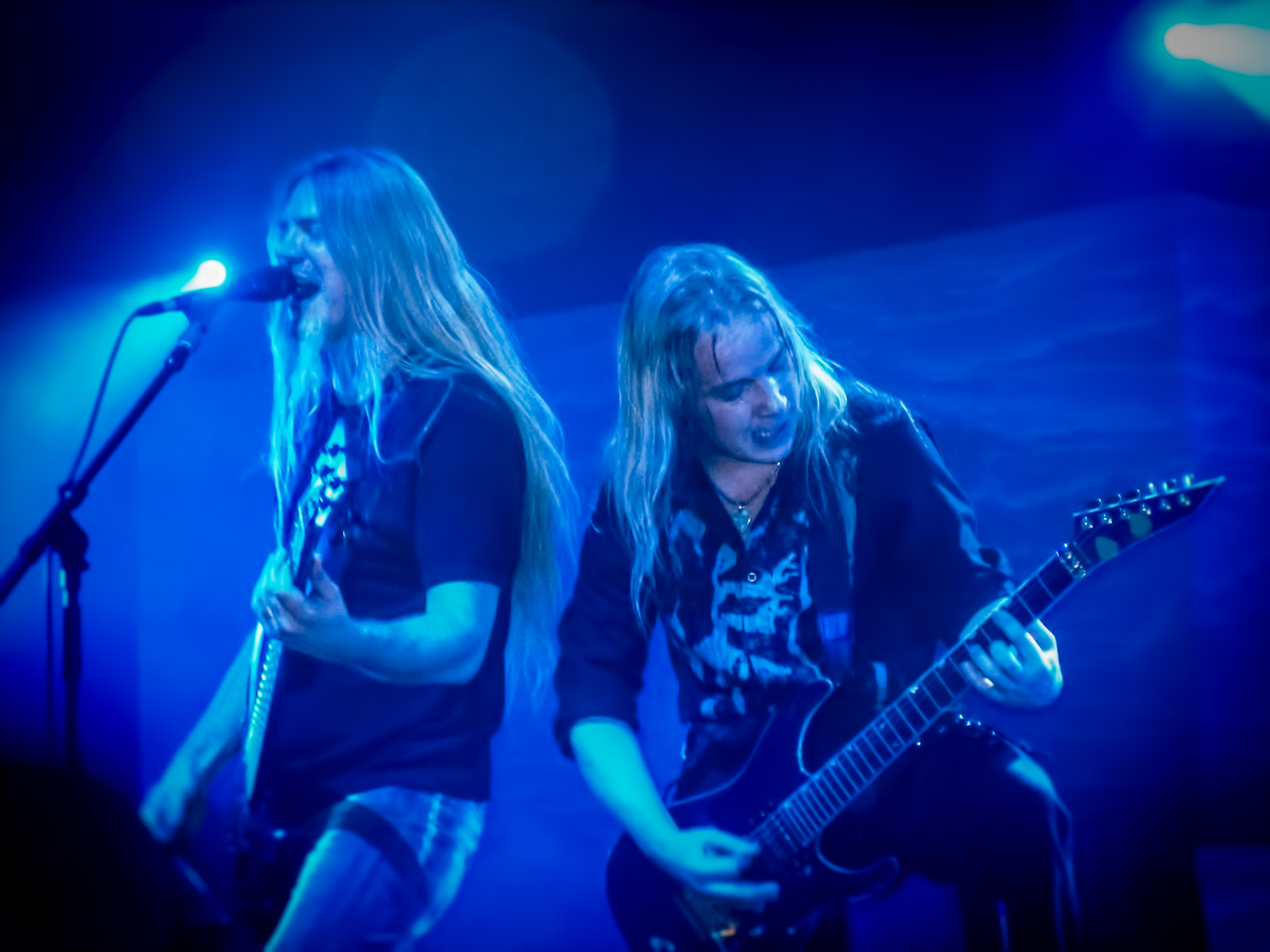
Marco Hietala (gauche) et Emppu Vuorinen (droite) ont tous les deux participé à la composition de l'album.

Les paroles d'Amaranth sont inspirées par la plante amarante ; la chanson parle de quelque chose qui ne finit jamais, qui dure pour toujours. La chanson a longtemps été considéré par la formation comme le morceau le moins bon de l'album jusqu'à ce qu'Olzon enregistre les parties vocales donnant un autre visage au titre.  Eva parle d'une fille qui est méprisée à l'école. Holopainen explique que son enfance était similaire et que « l'histoire de cette chanson est dédiée à la vie ». Sahara est basé sur un rêve du claviériste. Whoever Brings the Night est la première chanson entièrement composée par le guitariste Emppu Vuorinen, et traite de l'amour, du sexe, de la mort et de l'ironie, tandis que For the Heart I Once Had traite de la question de l'enfance perdue.
The Islander parle d'un gardien de phare solitaire et est originellement écrite par Marco Hietala pour Tarot, son autre groupe, mais voyant qu'elle ne serait pas utilisée il préfère la transmettre à Nightwish,. Il s'agit d'un morceau acoustique où Hietala et Vuorinen sont les principaux instrumentistes. Le morceau permet au groupe de changer, pour la première fois, l'atmosphère musicale de leurs concerts. Le refrain de 7 Days to the Wolves est inspiré par le poète américain Walt Whitman,.

### Style musical
| Audios externes | |
|                 | The Poet and The Pendulum est un mélange entre différentes atmosphères musicales.                                           |
|                 | Amaranth est un morceau qui regroupe l’ambiance sombre et épique caractéristique à Nightwish.                               |
|                 | Master Passion Greed se rapproche du Thrash metal notamment avec le chant de Marco Hietala et l'aspect lourd de la musique. |
|                 | The Islander est une ballade aux influences folk contrastant avec le style habituel du groupe.                              |

Avant la sortie de l'album, Holopainen déclare dans une interview que celui-ci aurait beaucoup de points communs avec son prédécesseur, Once. Certaines chansons, comme Bye Bye Beautiful, Master Passion Greed et 7 Days to the Wolves, seront plus lourdes que les chansons générales de Nightwish tandis que d'autres sont des ballades, comme Meadows of Heaven, Eva et The Islander,. L'album contient également la chanson la plus longue de la discographie du groupe, The Poet and the Pendulum avec 13 min 54 s, dépassant Beauty of the Beast de Century Child (10 min 21 s), et Ghost Love Score de Once (10 min 2 s). Elle sera dépassée en 2015 par les 24 minutes de The Greatest Show On Earth sur Endless Forms Most Beautiful.
Dark Passion Play comporte de nombreuses chansons avec des sons orchestraux, Holopainen déclare que, tout comme sur Once, il a employé 18 personnes pour le chœur. The Poet and the Pendulum est directement inspiré par la personnalité d'Holopainen, avec des parties épiques et théâtrales. Il déclare avoir conservé l'atmosphère « sombre » de Century Child, en la combinant avec le style lyrique et l'épique, mélange que l'on peut retrouver sur les morceaux Amaranth et Bye Bye Beautiful:
Alors que sur son prédécesseur Holopainen s'inspirait de la culture indigène dans certaines chansons, comme Creek Mary's Blood et Stone People, cette fois-ci il préfère utiliser la culture et la mythologie finlandaise pour ses compositions, comme pour la chanson Last of the Wilds.
While Your Lips Are Still Red, un morceau bonus se trouvant sur le single Amaranth, est la première composition propre de Nightwish chantée uniquement par Marco Hietala, d'autres chantées par celui-ci, comme High Hopes et Wild Child, étaient des réenregistrements. Holopainen écrit cette chanson pour le thème principal du film finlandais Lieska! (2007), la chanson comprend également la participation de Jukka Nevalainen à la batterie. Anette Olzon et Emppu Vuorinen ne participent pas à la chanson.

## Lancement et réception

### Lancement

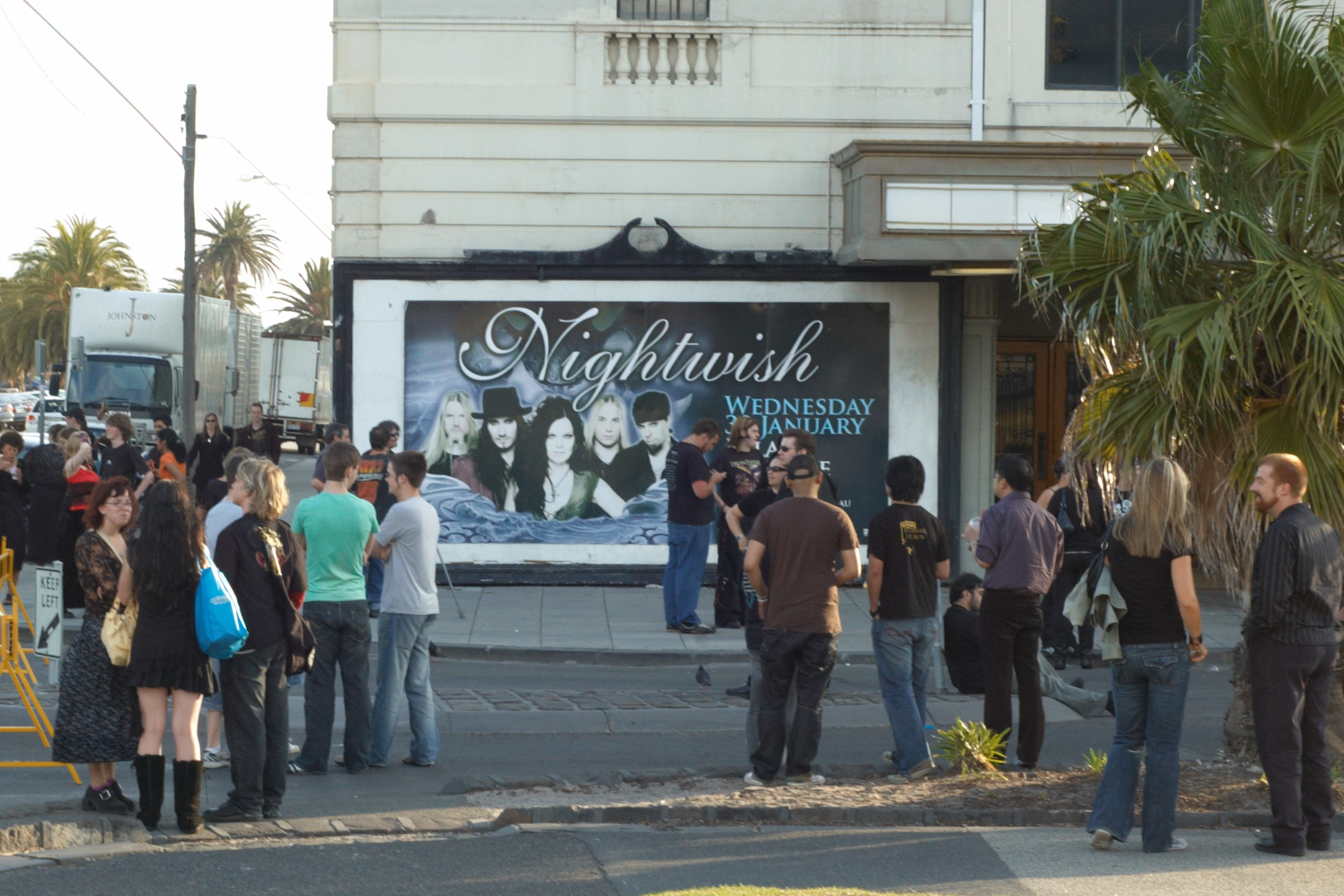
Dark Passion Play devient très vite le plus gros succès du groupe.

Le 25 mai 2007 le groupe publie sous format numérique Eva, une chanson permettant de présenter aux fans la voix et l'identité d'Anette Olzon. La chanson devait originellement sortir le 30 mai mais à la suite de fuites sur des sites de téléchargements le groupe préfère avancer la date de sortie d'une semaine,. Le 24 août 2007, Nightwish sort Amaranth. La chanson est considérée par Holopainen comme étant le véritable « premier single » de l'album, Eva n'étant qu'un simple teaser selon lui. Comme son successeur elle connaît aussi une mise en ligne prématurée. Or, entre-temps le groupe préfère re-mixé l'album, faisant ainsi publier une version différente du morceau. La chanson est diffusée pour la première à la radio en juillet. À sa sortie Amaranth se classe en 1re place des charts finlandais, espagnol, hongrois et norvégien. Le 15 février 2008, sort uniquement en Finlande par le choix de Spinefarm Records un single appelé Erämaan Viimeinen. Il s'agit de Last of The Wilds, morceau instrumental sur l'album, auquel ont été ajoutées des paroles en finlandais chantées par Jonsu, chanteuse du groupe Indica, car le finnois d'Olzon n'était pas encore correct. Bye Bye Beautiful est très vite choisi par Nuclear Blast comme single pour l'album. Il sort le même jour que Erämaan Viimeinen. Il se positionne à la 4e place des charts espagnol, à la 5e place des charts finlandais, à la 35e place des charts allemands et à la 54e place des charts français. Nightwish publie le 30 mai The Islander comme cinquième et dernier single de l'album. Ce dernier atteint la 1re place des classements finlandais, la 5e place des classements espagnol et la 91e place des classements français.
Le jour de sa commercialisation, Dark Passion Play se vend à plus de 42 000 exemplaires rien qu'en Finlande, ce qui lui vaut un disque de platine. Le jour suivant, les ventes atteignent 60 000 exemplaires, et offre à l'album un double disque de platine. Le 24 octobre 2007, l'album devient triple disque de platine avec 90 000 exemplaires vendus en Finlande. Il devient quadruple disque de platine dans son pays d'origine avec plus de 120 000 exemplaires vendus.
Dans le monde Dark Passion Play arrive en première position des charts allemand, croate, hongrois, suisse et en 2e place du UK Rock and Metal Chart au Royaume-Uni. De plus, il se classe en 4e position des charts suédois, en 3e position des charts grecques, en 5e position des charts néerlandais et autrichiens,, en 6e position des charts français et en 7e position des charts norvégiens,. En Finlande, il reste dans les charts pendant un total de presque huit mois, c'est-à-dire plus de 30 semaines dont huit à la première place.
L'album est nommé en 2007 dans deux catégories des Metal Storm Awards : « meilleur album de metal » et « révélation de l'année », remportant cette dernière. L'année suivante, le groupe remporte les catégories « Album de l'année », « Groupe de l'année », « Meilleure vente de l'année » et « Album metal de l'année » aux Emma Awards.

### Clips vidéos

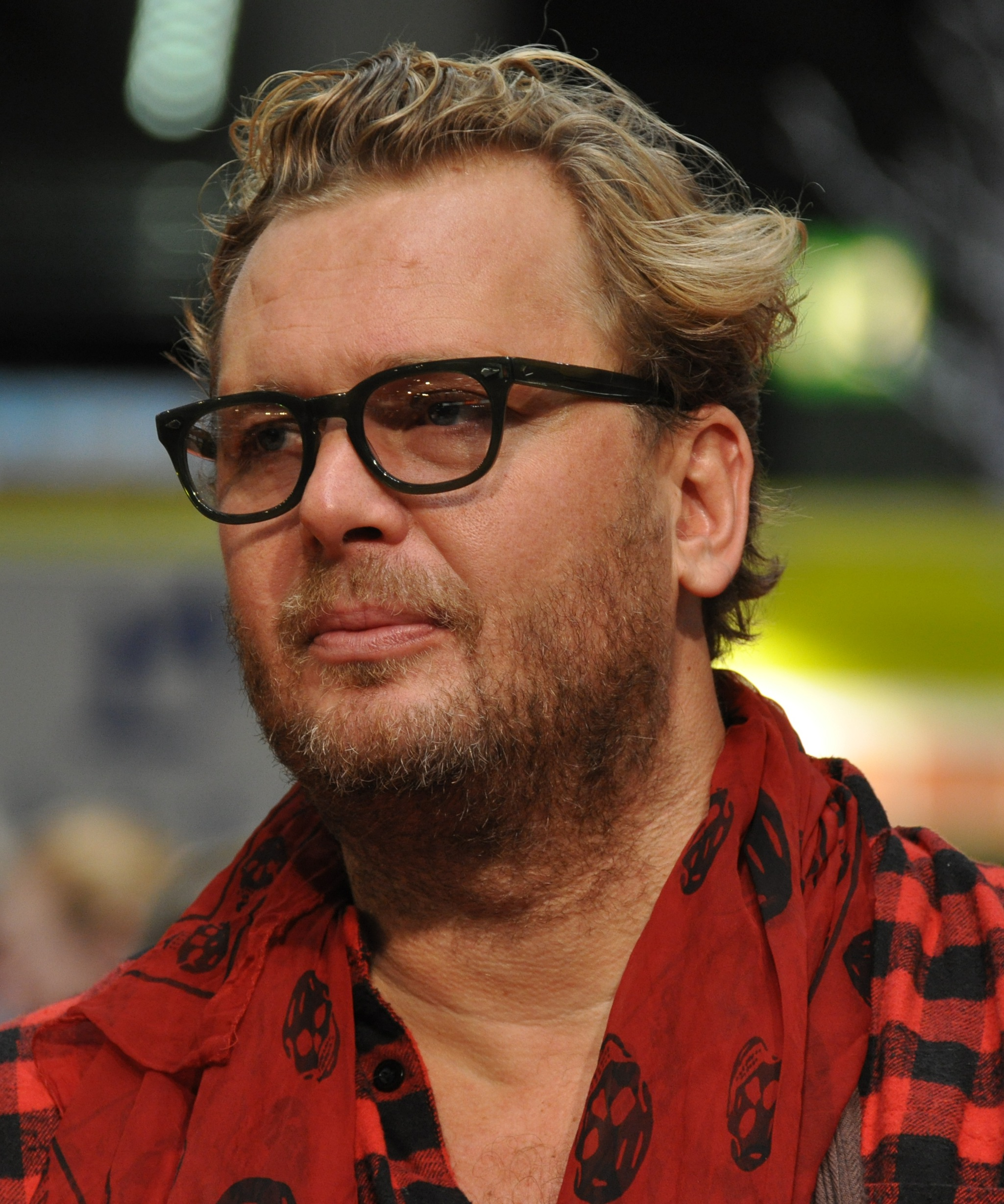
Antti Jokinen, réalise pour le groupe les vidéoclips dAmaranth et de Bye Bye Beautiful.

Trois clips musicaux sont produits pour promouvoir l'album. Les clips vidéo d'Amaranth et de Bye Bye Beautiful sont tournés à Los Angeles et ont compté environ 270 000 euros,. Pour réduire les coûts, les deux vidéos sont tournées l'une après l'autre. Leur réalisateur est Antti Jokinen, connu pour avoir travaillé avec des artistes tels que Beyoncé, Korn et Céline Dion. Il avait déjà travaillé avec Nightwish pour créer le clip vidéo de la chanson Nemo. Le clip d'Amaranth est diffusé pour la première fois le 11 août 2007 sur MTV Finlande. Les clips sont produits par John Thorpe,.
L'histoire du clip vidéo d'Amaranth s'inspire du tableau L'Ange blessé du peintre finlandais Hugo Simberg. Il présente deux personnes qui pêchent du poisson au bord d'une rivière. Soudain, l'un d'eux découvre au bord de la rivière un ange tombé et blessé. Les deux hommes décident de le ramener chez eux sur une civière de fortune. Ce faisant, ils traversent leur village natal, où ils rencontrent l'étonnement de la population. Arrivés chez eux, ils s'occupent de l'ange tandis qu'une foule en colère s'approche de la maison depuis l'extérieur. L'un des assaillants fait irruption dans la maison et fait sortir les deux hommes, tandis que les autres personnes mettent le feu à la maison. L'ange se réveille et parvient à s'échapper au dernier moment par le toit.
La vidéo pour Bye Bye Beautiful présente le groupe en train de jouer la chanson en question devant un décor. Quatre actrices sont engagées pour la vidéo et jouent le rôle de doublures féminin pour les quatre membres masculins du groupe. Pendant les couplets, Anette Olzon chante la chanson en compagnie des actrices, tandis que les refrains présentent la véritable formation du groupe.
Début octobre 2007, le groupe enregistre une troisième vidéo pour The Islander dans la ville de Rovaniemi en Finlande. À l'origine ce troisième clip n'était pas prévu. Le groupe a été contacté par la ville et s'est vu proposer, selon Holopainen, « un lieu de tournage parfait, alliant la nature sauvage de la Laponie et le surréalisme de Salvador Dalí ». The Islander est diffusé pour la première fois le 14 avril 2008 sur MTV Finlande. La vidéo est réalisée par Stobe Harju et produite par Ilkka Immonen.

### Accueil critique
L'album reçoit de bonnes critiques de la part de la presse musicale. Metal Storm déclare : « Dark Passion Play est l'un des albums les plus audacieux et les plus courageux de l'histoire du groupe. C'est l'album le plus varié que nous ayons jamais entendu et avoir une ouverture de presque 15 minutes est vraiment courageux et épique. Amaranth sonne très bien, Master Passion Greed est la partie la plus lourde de l'album, avec la première performance vocale de Marco, nous avons des éléments folkloriques forts avec The Islander et Last Of The Wilds qui semblent fonctionner étonnamment bien. Le groupe montre clairement avec cet album qu'il n'est pas seulement un groupe de metal symphonique avec une musique typique ». Greg Prato d'Allmusic commente : « Les similitudes entre le metal symphonique et le metal progressif sont évidentes, et c'est certainement le cas sur Bye Bye Beautiful qui contient une ouverture avec une touche dramatique. D'autres chansons comme Eva se concentrent principalement sur les talents vocaux de la nouvelle vocaliste de Nightwish, tandis que la longue construction du morceau d'ouverture, The Poet and the Pendulum, s'avère être un bon résumé du style de Nightwish ». L'album reçoit également une critique positive de Keith Bergman, de Blabbermouth.net, qui donne à l'album une note de 7,5 sur 10 en déclarant qu'il « n'est peut-être pas un chef-d'œuvre, mais il comporte suffisamment de bons moments de metal symphonique pour mériter une forte recommandation ». Le rédacteur d'About.com, Chad Bowar, donne à l'album une note de 4 sur 5, en qualifiant Dark Passion Play « d'excellent album qui est à la hauteur de ce que le groupe sait faire pour le mieux ».
Steve Harris le bassiste, leader fondateur et principal compositeur d'Iron Maiden, fait part de sa grande appréciation du son du groupe dans une déclaration : « Quand j'ai entendu Dark Passion Play, je n'en revenais pas. Je me suis dit : Ça, c'est un vrai album ! Il y a tout, sauf l'évier de cuisine, là-dedans. L'album était alors très controversé à cause de la nouvelle chanteuse [Anette Olzon], mais elle est brillante. Je ne veux pas manquer de respect à Tarja, mais la voix d'Anette leur va beaucoup mieux. Il y a des trucs lourds, du classique, même un peu de Disney — avec toutes sortes de trucs là-dedans. Je pensai que c'était l'un des meilleurs albums que je n'ai jamais entendu de ma vie ».

## Dark Passion Play World Tour

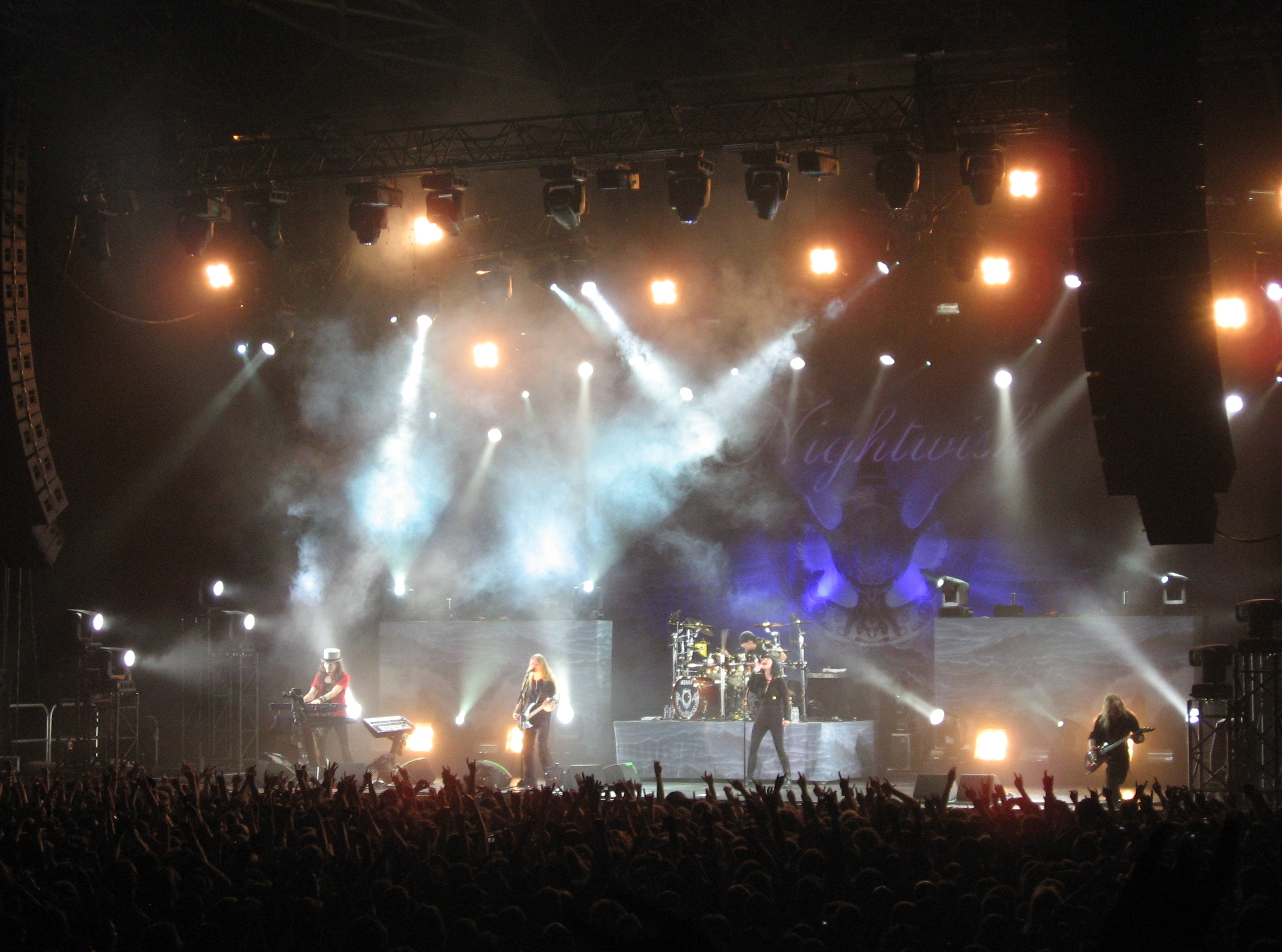
C'est pour Dark Passion Play que Nightwish effectue les tournées les plus longues de sa carrière.

Avant le début de la tournée, le groupe donne un concert secret le 22 septembre 2007 à Tallinn, la capitale de l'Estonie. Nightwish se produit sous le nom de Nachtwasser et prétend sur le moment être un groupe de reprises. Deux autres concerts suivent les 26 et 28 septembre à Helsinki et Hambourg, et sont également annoncés comme étant deux représentations réalisées par des groupes de reprises. Déjà avant ces concerts, des rumeurs circulaient selon lesquelles le vrai groupe se cachait derrière ses formations.
Le Dark Passion Play World Tour commence officiellement le 6 octobre 2007 à Tel Aviv. Il s'agit du premier concert de Nightwish sur le sol israélien. Entre le 15 octobre et le 17 novembre, une tournée de 23 concerts suit en Amérique du Nord, dont deux représentations ont lieu au Canada. Nightwish se produit avec comme première partie le groupe britannique Paradise Lost en tant que groupe de soutien. Le fait que la tournée commence en Amérique du Nord, un marché relativement petit pour le groupe, a deux raisons selon Holopainen : d'une part, le groupe peut se préparer aux shows pour les grandes scènes européennes. Deuxièmement, le groupe a dû annuler deux fois des concerts en Amérique du Nord pendant la tournée promotionnelle pour Once,. Lors des concerts à San Antonio et Dallas, John Two-Hawks, qui avait fait une apparition en tant que musicien invité sur l'album précédent, se produit avec le groupe.
S'ensuit une tournée en Scandinavie, qui se termine à Helsinki le 1er janvier 2008. Lors de cette étape, Nightwish est accompagné par le groupe finlandais Indica. Après une courte pause, cinq concerts en Australie sont joués pour fin janvier/début février 2008. Entre février et avril, Nightwish continu sa lancée avec une tournée européenne contenant huit concerts en Allemagne, ainsi qu'un concert en Autriche et en Suisse. Les premières parties sont assurées par le groupe suédois Pain et le groupe allemand Krieger. À partir de mai 2008, de nouvelles prestations suivent en Amérique du Nord, lors desquels Nightwish est accompagné par le groupe suédois Sonic Syndicate.
Le Dark Passion Play World Tour, d'une durée d'environ deux ans, est la plus longue tournée de l'histoire du groupe jusqu'à présent. Elle se termine le 19 septembre 2009.
Dans une interview, Holopainen explique qu'Anette Olzon a complètement réinterprété les chansons initialement chantées par Tarja Turunen lors des répétitions et n'avait même pas essayé de les travailler avec une voix lyrique. Auparavant, des rumeurs circulaient selon lesquelles Olzon n'était pas en capacité chanter les anciennes chansons du groupe et que celles-ci ne seraient pas jouées.

## Liste des titres
Toutes les paroles sont écrites par Tuomas Holopainen.
| 1.    | The Poet and the Pendulum - I. White Lands of Empathica - II. Home - III. The Pacific - IV. Dark Passion Play - V. Mother and Father | Tuomas Holopainen                | 13:54 |
| 2.    | Bye Bye Beautiful | Tuomas Holopainen                | 4:14  |
| 3.    | Amaranth | Tuomas Holopainen                | 3:51  |
| 4.    | Cadence of Her Last Breath | Tuomas Holopainen                | 4:34  |
| 5.    | Master Passion Greed | Tuomas Holopainen                | 6:02  |
| 6.    | Eva | Tuomas Holopainen                | 4:25  |
| 7.    | Sahara | Tuomas Holopainen                | 5:47  |
| 8.    | Whoever Brings the Night | Emppu Vuorinen                   | 4:17  |
| 9.    | For the Heart I Once Had | Tuomas Holopainen                | 3:55  |
| 10.   | The Islander | Marco Hietala                    | 5:05  |
| 11.   | Last of the Wilds (instrumental) | Tuomas Holopainen                | 5:40  |
| 12.   | 7 Days to the Wolves | Tuomas Holopainen, Marco Hietala | 7:03  |
| 13.   | Meadows of Heaven | Tuomas Holopainen                | 7:10  |
| 14.   | Escapist (titre bonus) | Tuomas Holopainen                | 4:57  |
| 75:47 | |                                  |       |

## Classements et certifications

### Classements
| Pays               | Chart                   | Meilleure position | Réf     |
| ------------------ | ----------------------- | ------------------ | ------- |
| Allemagne          | Media Control AG        | 1                  | [ 71 ]  |
| Australie          | ARIA                    | 42                 | [ 108 ] |
| Autriche           | Ö3 Austria Top 40       | 5                  | [ 78 ]  |
| Belgique           | Ultratop 50 Flandres    | 18                 | [ 109 ] |
| Belgique           | Ultratop 40 Wallonie    | 17                 | [ 110 ] |
| Canada             | Canadian Albums         | 24                 | [ 72 ]  |
| Croatie            | Otvoreni                | 1                  | [ 72 ]  |
| Danemark           | Tracklisten             | 18                 | [ 111 ] |
| Espagne            | Promusicae              | 33                 | [ 112 ] |
| États-Unis         | Billboard 200           | 84                 | [ 72 ]  |
| Finlande           | Suomen virallinen lista | 1                  | [ 113 ] |
| France             | SNEP                    | 6                  | [ 79 ]  |
| Grèce              | IFPI                    | 5                  | [ 72 ]  |
| Hongrie            | Mahasz                  | 1                  | ,       |
| Irlande            | IRMA                    | 62                 | [ 72 ]  |
| Italie             | FIMI                    | 32                 | [ 114 ] |
| Mexique            | AMPROFON                | 22                 | [ 115 ] |
| Norvège            | VG-lista                | 7                  | [ 80 ]  |
| Pays-Bas           | Mega Album Top 100      | 5                  | [ 77 ]  |
| Pologne            | ZPAV                    | 6                  | [ 116 ] |
| Portugal           | AFP                     | 33                 | [ 117 ] |
| République tchèque | IFPI                    | 3                  | [ 72 ]  |
| Royaume-Uni        | UK Albums Chart         | 25                 | [ 118 ] |
| Royaume-Uni        | Rock & Metal Albums     | 1                  | [ 75 ]  |
| Suède              | Sverigetopplistan       | 4                  | [ 76 ]  |
| Suisse             | Schweizer Hitparade     | 1                  | [ 74 ]  |

### Certifications
| Pays                    | Certification |
| ----------------------- | ------------- |
| Finlande (IFPI Finland) | 4 × Platine   |
| Allemagne (IFPI)        | Platine       |
| Autriche (IFPI)         | Or            |
| Pologne (IFPI)          | Or            |
| Suède (IFPI)            | Or            |
| Suisse (IFPI)           | Or            |

## Crédits

### Nightwish
- Anette Olzon — chant

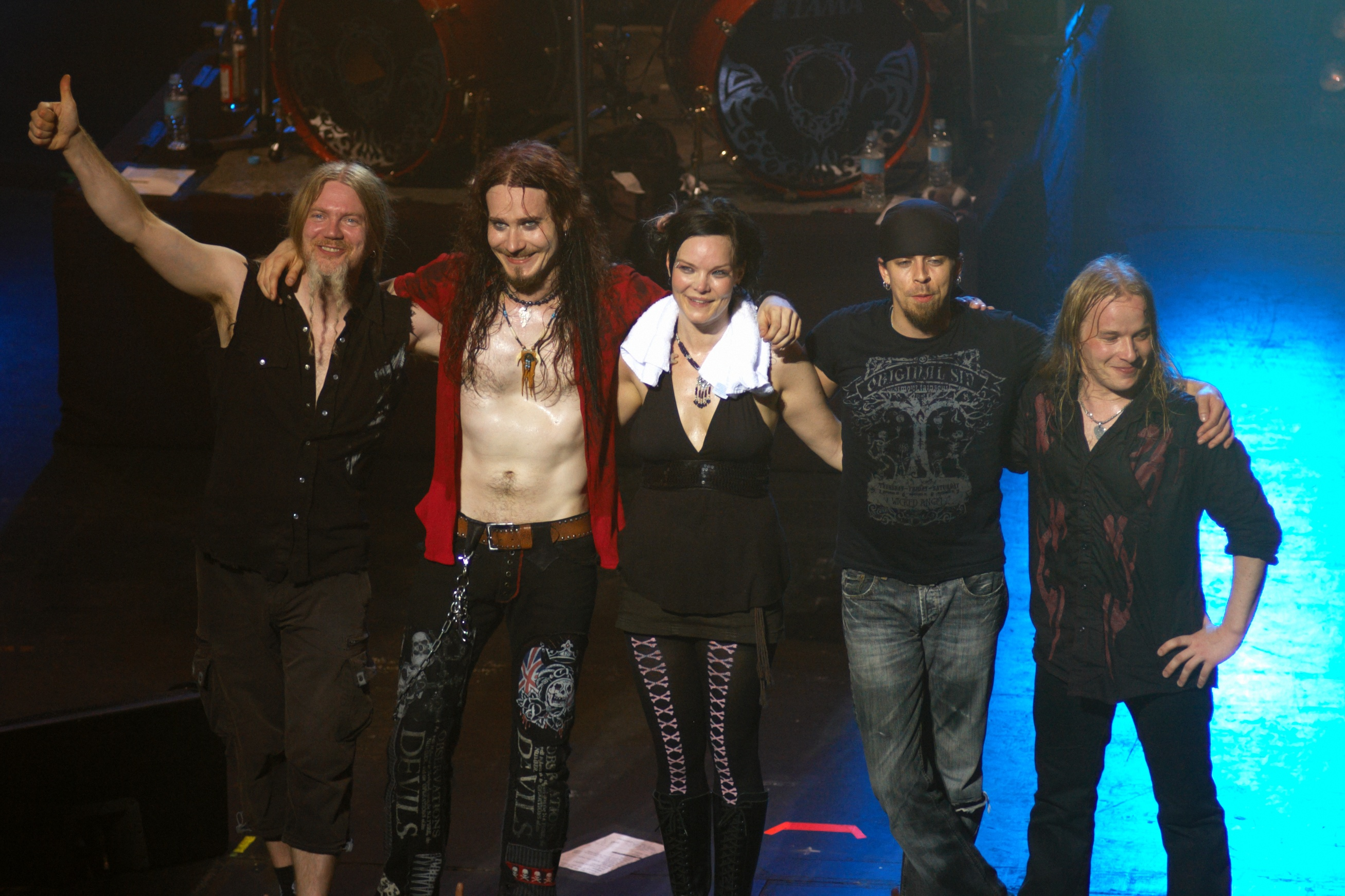
La formation de Nightwish pour Dark Passion Play.

- Tuomas Holopainen — claviers, piano
- Marco Hietala — basse, guitare acoustique (pistes 10), chant (pistes 1, 2, 4, 5, 10 et 12)
- Emppu Vuorinen — guitare
- Jukka Nevalainen — batterie, percussions

### Production
- Tero « TeeCee » Kinnunen. – producteur, ingénieur son, mixage
- Mikko Karmila – ingénieur son, mixage
- Mika Jussila – mastering
- James Shearman – direction d'orchestre
- Pip Williams – arrangement et direction d'orchestre

### Musiciens de sessions
- Troy Donockley – uilleann pipes, tin whistle
- Nollaig Casey – flûte irlandaise
- Senni Eskelinen – kantele
- Greg Knowles – cymbale
- Guy Elliott, Tom Willians – garçon soprano
- L'Orchestre philharmonique de Londres
- Metro Voices – chœur